# Stygon
Stygon (stygofauna) – zbiorowiska organizmów zamieszkujących wody podziemne (stygal). Ze względu na specyficzne cechy środowiska (brak światła), stygon reprezentowany jest wyłącznie przez zwierzęta. Występują u nich różnorodne przystosowania takie jak: zanik organów wzroku, odbarwienie ciała.
Fauna podziemna w części pochodzi od gatunków morskich, w części od gatunków słodkowodnych.
Faunę wód podziemnych podzielić można na:
- stygobionty (troglobionty)
- stygofile (troglofile)
- stygokseny (troglokseny)